# Требевицька канатна дорога
Канатна дорога на Требевич — канатна дорога , прямує від південної околиці району Старий Град в Сараєво (квартал Бистрик) на вершину гори Требевич.
Канатна дорога була створена в 1959 році і швидко стала популярною серед місцевих жителів і туристів. Час підйому і спуску становив 12 хвилин. Мала довжину 2064 метрів, висоту підйому 576,6 м. На верхній станції було споруджено оглядовий майданчик і ресторан. До Зимових Олімпійських ігор, які пройшли в Сараєво в 1984 році, на схилах Требевича побудовано санно-бобслейну трасу. Під час олімпійських ігор тут проводились змагання з бобслею та санному спорту. На початку 1990-х років під час боснійської війни траса використовувалася для організації вогневих точок артилерії — і в результаті була пошкоджена і не могла більше використовуватися.
По війні, протягом багатьох років не було прийнято жодних рішень з відбудови лінії. Влітку 2011 року розпочато роботи з відбудови лінії. Кошторисна вартість становить бл. 15-16 мільйонів конвертовних марок. Фінансування здійснюється, зокрема, Європейською комісією та мерією міста Сараєво. Новітня канатна дорога мала була введена в експлуатацію в 2013 році — новітні шестивагонні потяги (загалом 57), мали підіймати 1200 пасажирів на годину — але в кінцевому підсумку, відкриття перший раз відклали на 2014 рік. Через брак фінансування по-друге відкриття відклали на період після 2015 року. 
Відбудована дорога була відкрита 6 квітня 2018 року o 14-й годині, в перший день своєї роботи перевезення були безкоштовними.